# فهرست آثار ملی شهرستان قائنات
شهرستان قائنات به مرکزیت شهر قائن، در شرق ایران و شمال استان خراسان جنوبی در حد فاصل ۱۵ و ۳۳ تا ۱۲ و ۳۴ عرض جغرافیایی و ۳۸ و ۵۸ تا ۵۶ و ۶۰ طول جغرافیایی قرار دارد. شهر قاین در گذشته مرکز ایالت قهستان بوده و شهرستان قاینات در ۲۷ بهمن ۱۳۵۸ با تصویب هیئت وزیران به صورت شهرستان مستقل درآمد.

## آثار ثبت‌شده
| ردیف | نام اثر                        | نگاره | دیرینگی                                           | موقعیت                                                                                           | شمارهٔ ثبت | تاریخ ثبت  | منبع  |
| ---- | ------------------------------ | ----- | ------------------------------------------------- | ------------------------------------------------------------------------------------------------ | --------- | ---------- | ----- |
| ۱    | مسجد جامع قائن                 |       | تیموری ـ صفوی                                     | قائن ۳۳°۴۳′۳۲٫۷″ شمالی ۵۹°۱۱′۳۵٫۲″ شرقی / ۳۳٫۷۲۵۷۵۰°شمالی ۵۹٫۱۹۳۱۱۱°شرقی                         | ۲۹۵       | ۱۳۱۶/۰۹/۲۹ | [ ۲ ] |
| ۲    | آرامگاه امامزاده زید بن موسی   |       | قرن ۳ و ۴ ق ـ صفویه                               | روستای آفریزبخش سده                                                                              | ۱۸۹۴      | ۱۳۷۶/۰۵/۱۱ |       |
| ۳    | مقبره حکیم ابوذرجمهر قاینی     |       | قرن۶ و ۵ ه‍.ق ـ سلجوقی (اسماعیلی)                   | ۲ کیلومتری جنوب شهرستان قاین                                                                     | ۱۵۲۷۲     | ۱۳۸۴/۱۲/۲۴ |       |
| ۴    | آرامگاه شیخ ابوالمفاخر         |       | قرن سیزدهم                                        | ۲ کیلومتری جنوب شهرستان قاین                                                                     | ۲۳۷۷      |            |       |
| ۵    | غار فارسان                     |       |                                                   | شهرستان قائن، ۸۸ کیلومتری شمال غرب قائن و ۵ ک شمال روستای تغوری                                  | ۳۳۴۲      | ۱۳۷۹/۱۲/۲۵ |       |
| ۶    | غار پل خیر                     |       | پیش از تاریخ                                      | شهرستان قائنات، یک کیلومتری غرب روستای اندریک                                                    | ۴۱۳۷      | ۱۳۸۰/۰۷/۱۰ |       |
| ۷    | مزار رایک                      |       | صفویه ـ قاجاریه                                   | شهرستان قائنات، ۲۸ کیلومتری جنوب شرق قاین، نزدیک روستای ورزک                                     | ۴۴۵۷      | ۱۳۸۰/۰۹/۰۵ |       |
| ۸    | رباط چاهک                      |       | صفویه                                             | شهرستان قائنات، قاین، دهستان سده، روستای چاهک                                                    | ۴۴۵۸      | ۱۳۸۰/۰۹/۰۵ |       |
| ۹    | حمام کارشک                     |       | صفویه ـ قاجاریه                                   | شهرستان قاین در روستای کارشک در فاصله ۱۰ کیلومتری شمال شرقی شهرخضری                              | ۴۴۹۳      | ۱۳۸۰/۰۹/۰۵ |       |
| ۱۰   | قلعه‌هاجرآباد                   |       | صفویه                                             | شهرستان قائنات، بخش مرکزی، ۲/۵ ک. م شمال شرق قاین                                                | ۴۵۷۰      | ۱۳۸۰/۱۰/۱۱ |       |
| ۱۱   | قلعه کوه قائن                  |       | سلجوقیان                                          | شهرستان قائنات، بخش مرکزی، ۵ کیلومتری جنوب شهر قائن بر روی کوه امام جعفری                        | ۴۸۰۳      | ۱۳۸۰/۱۲/۱۹ |       |
| ۱۲   | خانه حقیقی                     |       | زندیه                                             | شهرستان قائنات، محدوده تاریخی شهر قائن، خیابان جانبازان                                          | ۴۸۰۴      | ۱۳۸۰/۱۲/۱۹ |       |
| ۱۵   | قلعه آفریز                     |       | صفویه                                             | شهرستان قائنات، روستای آفریز                                                                     | ۴۸۰۵      | ۱۳۸۰/۱۲/۱۹ |       |
| ۱۴   | مسجد حسینی                     |       | قاجاریه                                           | شهرستان قائنات، مرکز بافت قدیم شهر قائن، خ امام رضا                                              | ۴۸۰۶      | ۱۳۸۰/۱۲/۱۹ |       |
| ۱۵   | خانه قدیمی سلطانی              |       | زندیه                                             | شهرستان قائنات، بافت قدیمی شهر قائن، خیابان جانبازان                                             | ۴۸۰۷      | ۱۳۸۰/۱۲/۱۹ |       |
| ۱۶   | مسجد محله پایین                |       | صفویه ـ قاجاریه                                   | شهرستان قاینات، بخش مرکزی، داخل شهر قاین                                                         | ۵۱۵۰      | ۱۳۸۰/۱۲/۲۵ |       |
| ۱۷   | قلعه تاریخی سده                |       | اواخر صفویه                                       | استان خراسان، شهرستان قائن، روستای سده                                                           | ۵۹۳۹      | ۱۳۸۱/۰۵/۰۸ |       |
| ۱۸   | آب‌انبار خضری                   |       | صفویه                                             | استان خراسان، شهرستان قائن، یک کیلومتری جنوب شهر جدیدخضری                                        | ۵۹۴۰      | ۱۳۸۱/۰۵/۰۸ |       |
| ۱۹   | خانه قدیمی اقبالی              |       | اواخر قاجار                                       | استان خراسان، شهرستان قاین، کنار جاده قاین، بیرجند، سمت غرب روستای سده                           | ۶۴۲۸      | ۱۳۸۱/۰۷/۰۷ |       |
| ۲۰   | مسجد جامع خضری                 |       | صفویه                                             | شهرستان قائنات، یک کیلومتری شهر خضری                                                             | ۶۶۵۳      | ۱۳۸۱/۱۰/۱۰ |       |
| ۲۱   | خانه قدیمی موسوی               |       | پهلوی                                             | شهرستان قائنات، بخش مرکزی، شهر قائن، خیابان جانبازان                                             | ۶۷۳۲      | ۱۳۸۱/۱۰/۱۰ |       |
| ۲۲   | مسجد جامع سده                  |       | صفویه                                             | شهرستان آرین شهر، کنار جاده قائن به بیرجند                                                       | ۶۷۳۳      | ۱۳۸۱/۱۰/۱۰ |       |
| ۲۳   | آب‌انبار بازار                  |       | تیموریان                                          | شهرستان قائنات، شهر قائن، خیابان امام رضا (ع) کوچه سنگی                                          | ۶۷۳۴      | ۱۳۸۱/۱۰/۱۰ |       |
| ۲۴   | ارگ قدیمی خونیک                |       | ایلخانیان                                         | شهرستان قائنات، شهر قائن، بخش مرکزی، روستای خونیک علیا                                           | ۶۸۷۱      | ۱۳۸۱/۱۰/۱۰ |       |
| ۲۵   | پناهگاه زیر زمینی نیگ          |       | پیش از اسلام ـ اسلامی                             | شهرستان قائن ۱۰ کیلومتری جاده قائن به بیرجند، روستای نیگ                                         | ۸۹۶۲      | ۱۳۸۲/۰۳/۱۰ |       |
| ۲۶   | غار لکی آسپور                  |       | پارینه سنگی تا اسلامی                             | شهرستان قائنات، بخش مرکزی، دهستان قائن، روستای لکی آسپور                                         | ۹۵۹۲      | ۱۳۸۲/۰۵/۲۷ |       |
| ۲۷   | غار جوجه                       |       | تاریخی تا اسلامی                                  | اشهرستان قائنات، بخش مرکزی، ک. م ۳۰ جنوب شرق قائن                                                | ۱۰۱۷۷     | ۱۳۸۲/۰۶/۲۳ |       |
| ۲۸   | قلعه کوه چاده                  |       | سلجوقی (اسماعیلی)                                 | شهرستان قائنات، بخش سده، دهستان آفریز، ۲ک م جنوب روستای سراب، حد فاصل روستای سراب و چاده نارگندل | ۱۵۲۷۱     | ۱۳۸۴/۱۲/۲۴ |       |
| ۲۹   | قلعه چهل دختر                  |       | قرن۶ و ۵ ه‍.ق ـ سلجوقی (اسماعیلی)                   | شهرستان قائنات، بخش مرکزی، دهستان قاین، ۳/۵ کیلومتری جنوب شرق قاین                               | ۱۵۲۷۲     | ۱۳۸۴/۱۲/۲۴ |       |
| ۳۰   | تپه کندری                      |       | پیش از تاریخ تا تاریخی                            | شهرستان قائنات، بخش نیمبلوک، دهستان نیمبلوک، ۵/۵ کیلومتری شرق شهر خضری                           | ۱۵۲۷۵     | ۱۳۸۴/۱۲/۲۴ |       |
| ۳۱   | تپه میم                        |       | اسلامی (تیموری)                                   | شهرستان قائنات، بخش نیمبلوک، دهستان نیمبلوک، ۱/۸ کیلومتری شرق شهر خضری                           | ۱۵۲۷۶     | ۱۳۸۴/۱۲/۲۴ |       |
| ۳۲   | تپه قلعه ده کهنه               |       | اسلامی (سلجوقی تا تیموری)                         | شهر اسفدن، یک کیلومتری شمال شهر                                                                  | ۱۵۲۷۷     | ۱۳۸۴/۱۲/۲۴ |       |
| ۳۳   | تپه گیبرا                      |       | ساسانی                                            | شهرستان قائنات، بخش سده، دهستان آفریز، حاشیه روستای گیبرا، مزرعه کلاته گیبرا                     | ۱۵۲۷۸     | ۱۳۸۴/۱۲/۲۴ |       |
| ۳۴   | مجموعه قلعه و دژ زیرزمینی رجنگ |       | اسلامی                                            | شهرستان قائنات، بخش نیمبلوک، دهستان نیمبلوک، روستای رجنگ                                         | ۱۵۲۸۸     | ۱۳۸۴/۱۲/۲۴ |       |
| ۳۵   | قلعه کوه اسفدن                 |       | سلجوقی ـ اسماعیلی                                 | شهرستان قائنات، بخش مرکزی، دهستان قاین، ۸ کیلومتری شمال اسفدن، یک کیلومتری شرق روستای پایکوه     | ۱۵۳۰۲     | ۱۳۸۴/۱۲/۲۴ |       |
| ۳۶   | قلعه خند                       |       | سلجوقی ـ اسماعیلی                                 | شهرستان قائنات، بخش مرکزی، دهستان پیشکوه، دو کیلومتری شمال روستای بیهود                          | ۱۵۳۰۴     | ۱۳۸۴/۱۲/۲۴ |       |
| ۳۷   | قلعه دختر خوگ                  |       | سلجوقی                                            | شهرستان قائنات، بخش نیمبلوک، دهستان کرخند، حدود ۲/۵ کیلومتری شمال شرق روستای خوگ                 | ۱۵۳۰۵     | ۱۳۸۴/۱۲/۲۴ |       |
| ۳۸   | قلعه دختر جزنان                |       | تاریخی ـ ساسانی ـ سلجوقی                          | شهرستان قائنات، بخش مرکزی، دهستان قائن، ۱/۵ک م شرق روستای جزنان                                  | ۱۵۳۰۷     | ۱۳۸۴/۱۲/۲۴ |       |
| ۳۹   | محوطه چشمه اکبری               |       | تاریخی                                            | شهر خضری، ۵ کیلومتری جنوب غرب شهر                                                                | ۱۵۳۰۸     | ۱۳۸۴/۱۲/۲۴ |       |
| ۴۰   | مسجد گریمنچ                    |       | صفویه ـ قاجاریه                                   | شهرستان قائنات، بخش نیمبلوک، دهستان نیمبلوک، داخل روستای گریمنچ                                  | ۱۵۳۱۶     | ۱۳۸۴/۱۲/۲۴ |       |
| ۴۱   | مدرسه علمیه قاین               |       | پهلوی                                             | شهر قائن، مرکز شهر، در نزدیکی مسجد جامع قائن                                                     | ۱۵۴۹۶     | ۱۳۸۵/۰۳/۱۷ |       |
| ۴۲   | غار وراز (مؤمن)                |       | قرون ۵ تا ۷ ق‌م                                    | شهرستان قائنات، بخش مرکزی، دهستان مهیار، یک کیلومتری شمال روستای مشارگ                           | ۱۶۴۴۵     | ۱۳۸۵/۰۸/۲۷ |       |
| ۴۳   | تپه خوگ                        |       | قرون میانه اسلامی تا صفویه                        | شهرستان قائنات، بخش نیمبلوک، دهستان نیمبلوک، داخل روستای خوگ                                     | ۱۶۴۵۶     | ۱۳۸۵/۰۸/۲۷ |       |
| ۴۴   | تپه قلعه ملا علی               |       | قرن ۷ تا۱۱ ه‍.ق                                     | شهرستان قائنات، بخش نیمبلوک، دهستان نیمبلوک، ۵۰۰ م جنوب غرب روستای علی زنگی                      | ۱۶۴۵۸     | ۱۳۸۵/۰۸/۲۷ |       |
| ۴۵   | تپه گرد تیغ                    |       | قرون ۳ و ۴ ق تا دوره تیموری                       | شهرستان قائنات، بخش مرکزی، دهستان قاین، حاشیه غرب روستای گردتیغ                                  | ۱۶۴۵۹     | ۱۳۸۵/۰۸/۲۷ |       |
| ۴۶   | تپه و گورستان سلطان سعد        |       | قرون اولیه و میانه اسلامی                         | شهرستان قائنات، بخش مرکزی، دهستان قاین، یک کیلومتری شمال روستای گرماب                            | ۱۶۴۶۰     | ۱۳۸۵/۰۸/۲۷ |       |
| ۴۷   | قلعه استرآباد                  |       | قاجاریه                                           | شهرستان قائنات، بخش مرکزی، دهستان قاین، ۵ کیلومتری شمال روستای اسفشاد                            | ۱۶۴۶۱     | ۱۳۸۵/۰۸/۲۷ |       |
| ۴۸   | تپه گبری خضری                  |       | تاریخی                                            | شهرستان قائنات، بخش نیمبلوک، ۱/۵ک م جنوب شهر خضری                                                | ۱۶۴۶۲     | ۱۳۸۵/۰۸/۲۷ |       |
| ۴۹   | مزار چهار گنبد                 |       | قرن ۴ ق                                           | شهرستان قائنات، بخش مرکزی، داخل روستای افین                                                      | ۱۶۴۶۷     | ۱۳۸۵/۰۸/۲۷ |       |
| ۵۰   | آب‌انبار حاج ملا حسین           |       | صفویه ـ قاجاریه                                   | شهرستان قائنات، بخش نیمبلوک، دهستان نیمبلوک، روستای کارشک                                        | ۱۶۴۷۱     | ۱۳۸۵/۰۸/۲۷ |       |
| ۵۱   | تپه قلعه کهنه خوگ              |       | هزاره یک ق‌م تا تاریخی ـ قرون اولیه و میانه اسلامی | شهرستان قائنات، بخش نیمبلوک، دهستان نیمبلوک، روستای خوگ                                          | ۱۶۵۵۴     | ۱۳۸۵/۰۸/۲۷ |       |
| ۵۲   | بوذر جمهر قائینی               |       | صفویه                                             | ۳ ک ۰ شرق شهرستان قاین بر روی صخره                                                               | ۲۷۵۹      | ۱۳۷۹/۰۴/۲۲ |       |
| ۵۳   | شاهزاده حسین (قائن)            |       | سلجوقی                                            | شهرستان قائن، بخش مرکزی، جبهه شرقی شهر قاین، حدود ۵۰۰ م مسجدجامع قاین                            | ۱۹۱۰۰     | ۱۳۸۶/۰۲/۲۰ |       |